# Tenahead Mountain Reserve
Tenahead Mountain Reserve ist ein privates Naturreservat mit Hotelbetrieb im Südosten von Südafrika. Es liegt auf 2400 m in den Drakensbergen in der Provinz Ostkap, in der Nähe der Südspitze von Lesotho.
Das Gebiet liegt am Übergang der Drakensberge in die Witteberge. Es gibt Felsmalereien der San. Auf einem Areal von rund 3500 Hektar leben Antilopen, Schakale, Schliefer, Amphibien, Reptilien sowie 300 Vogelarten.

## Geographie
Das Tenahead Mountain Reserve liegt im Gebiet der Wasserscheide zwischen Atlantik und Indischem Ozean. Es wurde gegründet, um einen Teil des hochgelegenen Niederschlagsgebietes zu erhalten, das gemeinhin als wichtigste Wasserquelle für den Bell-Fluss gilt. Der Bell-Fluss, der in westlicher Richtung fließt, ist eine der Hauptwasseradern des Kraai-Flusssystems. Dieses wiederum speist als primäres Zulaufsystem den Oranje-Fluss, der im Atlantik mündet.
Zahlreiche Bäche fließen in östlicher Richtung und münden in den Fluss Tina (auch Thina). Der Tina endet selbst an einer der Hauptwasseradern des Mzimvubu, der bei Port St. Johns in den Indischen Ozean fließt.
Der Name Tenahead wurde abgeleitet vom benachbarten Berg Tina Head, der 2824 Meter über dem Meeresspiegel liegt und an dem der Tina entspringt.

## Geschichte
Die erste Phase des Tenahead-Mountain-Reserve-Projektes begann im Dezember 2002. Fünf alte Bauernhöfe wurden zu diesem Zweck erworben und ausgebaut.
Auf einem der Bauernhöfe, der oben auf der Spitze des Bonecave Hill-Berges liegt, wurden zwei kleine, tiefe Höhlen entdeckt. Forschungen ergaben, dass diese Höhlen im 18. und 19. Jahrhundert Schmugglern und Händlern als Unterschlupf gedient hatten. Der Name Bonecave Hill (etwa: „Knochenhöhlenhügel“) erklärt sich durch die Legende, dass dort während eines heftigen Schneesturms Anfang des 19. Jahrhunderts eine Gruppe von elf Basotho-Schäfern Schutz suchte. Es stürmte jedoch so heftig, dass der Eingang der Höhlen zugeschneit wurde. Später wurden nur noch die Skelette der elf Männer geborgen.
Lehana’s Pass liegt im Süden des Gebiets und wird auch heute noch genutzt. Durch ihn wird das Gebiet von Barkly East und Rhodes mit dem östlichen Teil der ehemaligen Transkei und Lesotho verbunden. Er kann mit Allradantrieb befahren werden.